# Levaja Chetta
La Levaja Chetta (in russo Левая Хетта?; Chetta di sinistra) è un fiume della Russia siberiana occidentale, affluente di sinistra del fiume Nadym. Scorre nel Nadymskij rajon del Circondario autonomo Jamalo-Nenec.
Nasce alla periferia settentrionale degli Uvali siberiani, dalla confluenza dei due rami sorgentiferi Chetta e Suntyng"egan; scorre con direzione nord-orientale nella parte settentrionale del bassopiano della Siberia occidentale, confluendo nel Nadym a 161 km dalla sua foce nel golfo dell'Ob', circa 40 km a monte della città di Nadym. La sua lunghezza è di 357 km; considerando il più lungo dei suoi due rami sorgentiferi è lunga 397 km. Il bacino è di 11 300 km². Il maggior affluente è l'Omras'chetta (lungo 122 km).
La Levaja Chetta è gelata in media dalla seconda metà di ottobre a fine maggio; non incontra nessun centro urbano di rilievo in tutto il suo corso.